# Olidata
Olidata — итальянская компания, производитель компьютерных систем. Основана в Чезене в 1982 году Карло Росси и Адольфо Савини в виде компании с ограниченной ответственностью Olidata Srl, специализировавшейся в разработке программного обеспечения. Подразделение по разработке бухгалтерского и управленческого программного обеспечения спустя некоторое время продано компании Olivetti.
Olidata является одним из крупнейших производителей компьютерного аппаратного обеспечения в Италии, по объёмам продаж уступая только Hewlett-Packard и Acer.
Компания также занимается производством ЖК-телевизоров. В апреле 2008 года Olidata анонсировала выпуск JumPc — модифицированной версии ноутбука Classmate PC, выпускаемого компанией Intel.
В 2009 году Acer Inc. купила 29,9 % Olidata.